# Gustav Eduard Benseler
Gustav Eduard Benseler (* 28. Februar 1806 in Freiberg; † 1. Februar 1868 in Leipzig) war ein deutscher klassischer Philologe und Lexikograph.

## Leben
Benseler finanzierte seinen Schulbesuch am Gymnasium in Freiberg mit Privatunterricht. 1824 wurde er an der Universität Leipzig immatrikuliert und studierte dort bei Gottfried Hermann Klassische Philologie. Nach dem Examen 1831 ging er als Hilfslehrer nach Freiberg, wo er am Gymnasium bis zum Lehrer der Quarta aufrückte. Während der Revolution von 1848/49 engagierte er sich für die liberalen Kräfte. Mit seiner Redegabe rückte er an die Spitze des Freiberger Vaterlandsvereins und wurde zum Abgeordneten in die II. Kammer des Sächsischen Landtags gewählt. Dort bemühte er sich mit seinem Freund Otto Leonhard Heubner um die Einsetzung der provisorischen Regierung in Dresden. Nach der Niederschlagung des Aufstandes plante Benseler eine Flucht nach Amerika, wurde aber in Freiberg verhaftet und nach zweijähriger Untersuchungshaft zu fünfzehn Jahren Zuchthaus verurteilt. Seine Frau erwirkte eine Strafmilderung auf sechs Jahre Arbeitshaus. 1853 saß er in Zwickau ein, wo er die Reden des Isokrates übersetzte und andere literarische Studien betrieb. 1855 gelang es seiner Frau, eine vorzeitige Entlassung zu erwirken. Benseler bemühte sich erfolglos um Stellungen im Ausland und ging dann nach Leipzig. Bis zu seinem Lebensende enthielt er sich der Politik und ging ganz in seinen Studien auf. Mit Publikationen und Privatunterricht ernährte er seine Familie, bis er 1868 starb.
Benseler war Mitglied am Leipziger Verbrechertisch. Er ist auf der Tischplatte namentlich erwähnt.

## Werk
Benselers Arbeit konzentrierte sich auf drei Felder: griechische Redner, griechische Lexikografie und sächsischen Bergbau. Er übersetzte die Reden von Isokrates (Teile 1832, vollständig 1851, erneut 1854–55), Aischines und Demosthenes (1854–61). Sein mit Karl Schenkl geschaffenes Griechisch-deutsches und deutsch-griechisches Schulwörterbuch wurde noch im 20. Jahrhundert vielfach bearbeitet und wieder aufgelegt. Als Hauptwerk Benselers wird das Wörterbuch der griechischen Eigennamen (2 Bände, 1863–70) betrachtet, das nach Benselers Tod von seinem Sohn Gustav Benseler fortgeführt wurde.
Dem Bergbau, seiner privaten Leidenschaft, widmete Benseler die Werke Berggeschichten vom Aufkommen des sächsischen Bergbaus und seine in Haft verfasste Geschichte Freibergs und seines Bergbaus (2 Bände, 1853).